# 敏建
敏建，是缅甸曼德勒省的一座城市，位于缅甸中部，伊洛瓦底江中游左岸（东岸），敏建西南约10公里为亲敦江汇入处，东北距曼德勒约100公里。人口123,700。在敏建的东南方蒲甘平原，有一座著名的死火山——波巴山。敏建气候干燥，每年3至9月，南风劲吹。当地气温70～106华氏度（24.4～41.1℃）。没有森林，多为灌木林地。主要农作物有小米、芝麻、玉米、棉花、稻谷和各种豆类。工业有棉纺、食品、炼锌和化学工业（制造硫酸和化肥）等。以生产漆器闻名。附近有石油。有铁路东南通塔泽，与仰光—密支那铁路干线相会。